# Датская королевская академия наук
Датская Королевская академия наук и литературы (дат. Kongelige Danske Videnskabernes Selskab) — одна из датских неправительственных академий наук.
Основана 13 ноября 1742 года с разрешения короля Кристиана VI, в качестве исторической коллегии Antiquitatum. Она была создана как секретариат графа Йохана Людвига Гольштейна и профессора истории Ганса Грама.
Членами Академии проводятся исследования, лекции и публикуются исследования в различных областях науки. Членами Академии являются около 250 национальных и 260 иностранных членов.

## Научные экспедиции
Датская королевская академия наук проводила расшифровку орхонских надписей в конце XIX века.